# بن يان (نيويورك)
بن يان (بالإنجليزية: Penn Yan, New York)‏ هي بلدة تقع في الولايات المتحدة في مقاطعة ياتس، نيويورك. يقدر عدد سكانها بـ 5,159 نسمة ومساحتها 6.0 كم2 وترتفع عن سطح البحر 222 متر.

## التركيبة السكانية
حدّد مكتب تعداد الولايات المتحدة بيانات التركيبة السكانية لبن يان في تعداد الولايات المتحدة. في ما يلي، التركيبة السكانية حسب تعدادي 2000 و2010.

### تعداد عام 2000
بلغ عدد سكان بن يان 5,219 نسمة بحسب تعداد عام 2000، وبلغ عدد الأسر 2,141 أسرة وعدد العائلات 1,262 عائلة مقيمة في القرية. في حين سجلت الكثافة السكانية 820.6 نسمة لكل كيلومتر مربع (2,125.3/ميل2). وبلغ عدد الوحدات السكنية 2,299 وحدة بمتوسط كثافة قدره 361.5 لكل كيلومتر مربع (936.3/ميل2).
وتوزع التركيب العرقي للقرية بنسبة 97.15% من البيض و0.67% من الأمريكيين الأفارقة و0.27% من الأمريكيين الأصليين و0.31% من الأمريكيين ذوي الأصول الآسيوية و0.06% من سكان جزر المحيط الهادئ و0.33% من الأعراق الأخرى و1.23% من عرقين مختلطين أو أكثر و0.94% من الهسبانيون أو اللاتينيون من أي عرق.
بلغ عدد الأسر 2,141 أسرة كانت نسبة 31.8% منها لديها أطفال تحت سن الثامنة عشر تعيش معهم، وبلغت نسبة الأزواج القاطنين مع بعضهم البعض 41.2% من أصل المجموع الكلي للأسر، ونسبة 12.8% من الأسر كان لديها معيلات من الإناث دون وجود شريك، بينما كانت نسبة 5% من الأسر لديها معيلون من الذكور دون وجود شريكة وكانت نسبة 41.1% من غير العائلات. تألفت نسبة 35.1% من أصل جميع الأسر من عدة أفراد يعيشون في نفس المنزل ونسبة 18.5% كانت تتألف من شخص يعيش بمفرده يبلغ من العمر 65 عاماً أو أكثر. وبلغ متوسط حجم الأسرة المعيشية 2.28، أما متوسط حجم العائلات فبلغ 2.90.
بلغ العمر الوسطي للسكان 39.6 عاماً. وكانت نسبة 23.8% من القاطنين تحت سن الثامنة عشر، وكانت نسبة 7% بين الثامنة عشر والرابعة والعشرين عاماً، ونسبة 25.6% كانت واقعةً في الفئة العمرية ما بين الخامسة والعشرين والرابعة والأربعين عاماً، ونسبة 19.8% كانت ما بين الخامسة والأربعين والرابعة والستين، ونسبة 17.2% كانت ضمن فئة الخامسة والستين عاماً فما فوق. يوجد لكل 100 أنثى 87.0 ذكر، ويوجد لكل 100 أنثى في الثامنة عشر من عمرها فما فوق 80.4 ذكر.
بلغ متوسط دخل الأسرة في القرية 29,278 دولارًا، أما متوسط دخل العائلة فبلغ 39,087 دولارًا. وكان متوسط دخل الذكور 30,692 دولارًا مقابل 19,263 دولارًا للإناث. وسجل دخل الفرد الخاص بالقرية 15,848 دولارًا. وكانت نسبة 9.7% من العائلات ونسبة 13.8% من السكان تحت خط الفقر، وكان من هؤلاء نسبة 19.3% تحت سن الثامنة عشر ونسبة 11.7% في الخامسة والستين من العمر وما فوق.

### تعداد عام 2010
بلغ عدد سكان بن يان 5,159 نسمة بحسب تعداد عام 2010، وبلغ عدد الأسر 2,200 أسرة وعدد العائلات 1,207 عائلة مقيمة في القرية. في حين سجلت الكثافة السكانية 811.2 نسمة لكل كيلومتر مربع (2,101.0/ميل2). وبلغ عدد الوحدات السكنية 2,358 وحدة بمتوسط كثافة قدره 370.8 لكل كيلومتر مربع (960.4/ميل2).
وتوزع التركيب العرقي للقرية بنسبة 95.66% من البيض و1.10% من الأمريكيين الأفارقة و0.17% من الأمريكيين الأصليين و0.56% من الأمريكيين ذوي الأصول الآسيوية و0.64% من الأعراق الأخرى و1.86% من عرقين مختلطين أو أكثر و2.69% من الهسبانيون أو اللاتينيون من أي عرق.
بلغ عدد الأسر 2,200 أسرة كانت نسبة 27.5% منها لديها أطفال تحت سن الثامنة عشر تعيش معهم، وبلغت نسبة الأزواج القاطنين مع بعضهم البعض 35.5% من أصل المجموع الكلي للأسر، ونسبة 14.4% من الأسر كان لديها معيلات من الإناث دون وجود شريك، بينما كانت نسبة 5% من الأسر لديها معيلون من الذكور دون وجود شريكة وكانت نسبة 45.1% من غير العائلات. تألفت نسبة 39.2% من أصل جميع الأسر من عدة أفراد يعيشون في نفس المنزل ونسبة 17.4% كانت تتألف من شخص يعيش بمفرده يبلغ من العمر 65 عاماً أو أكثر. وبلغ متوسط حجم الأسرة المعيشية 2.21، أما متوسط حجم العائلات فبلغ 2.94.
بلغ العمر الوسطي للسكان 42.9 عاماً. وكانت نسبة 22.3% من القاطنين تحت سن الثامنة عشر، وكانت نسبة 8.2% بين الثامنة عشر والرابعة والعشرين عاماً، ونسبة 22% كانت واقعةً في الفئة العمرية ما بين الخامسة والعشرين والرابعة والأربعين عاماً، ونسبة 27% كانت ما بين الخامسة والأربعين والرابعة والستين، ونسبة 20.5% كانت ضمن فئة الخامسة والستين عاماً فما فوق. وتوزع التركيب الجنسي للسكان بنسبة 46.4% ذكور و53.6% إناث.

## أعلام
- رودي كومستوك
- والتر إتش ستيفنز
- جون موريسون أوليفر
- ويليام ليلي
- جون روش
- إدوارد جونستون